# Evangelisk-lutherska kyrkan i Hannover
Evangelisk-lutherska kyrkan i Hannover (Evangelisch-lutherische Landeskirche Hannovers) är ett kristet trossamfund i Hannover, Tyskland. Det har omkring 2,5 miljoner medlemmar.